# Prostephanus punctatus
Prostephanus punctatus är en skalbaggsart som först beskrevs av Thomas Say 1826.  Prostephanus punctatus ingår i släktet Prostephanus och familjen kapuschongbaggar. Inga underarter finns listade i Catalogue of Life.